# Sudabeh Mohafez

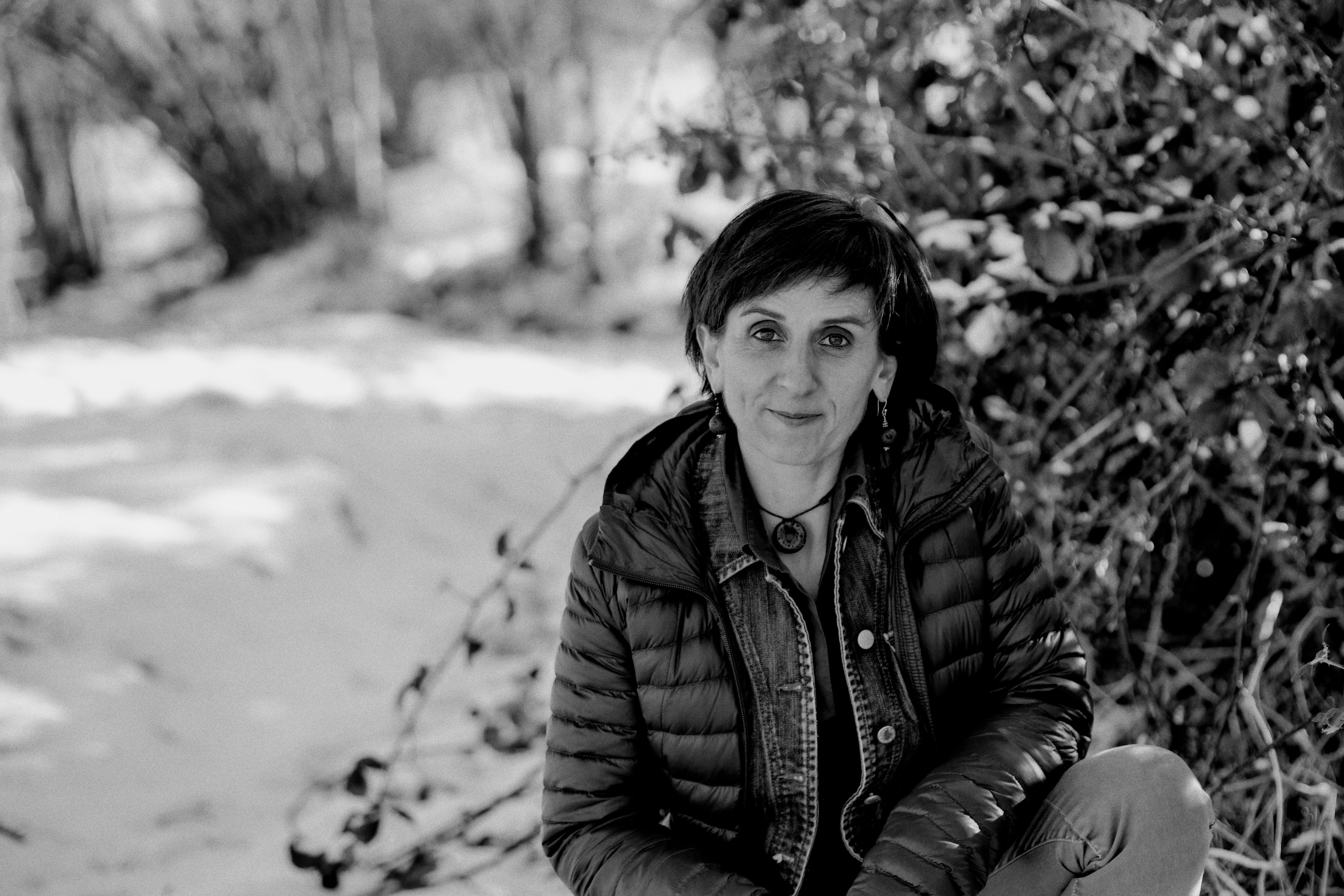

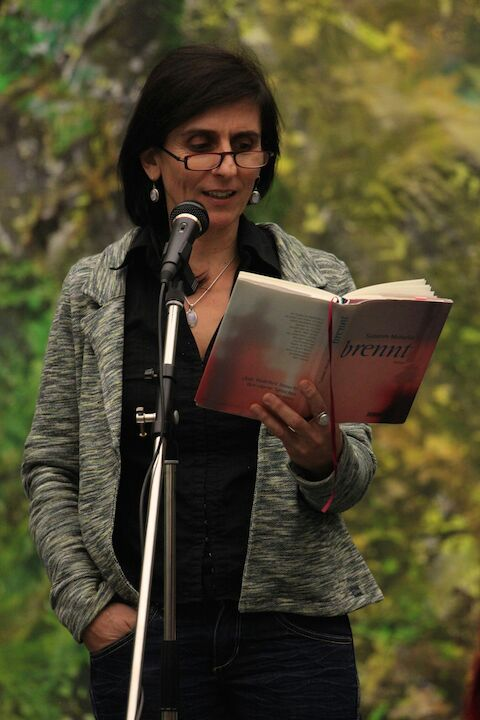
Sudabeh Mohafez 2012 Lesung aus „brennt“

Sudabeh Mohafez (persisch سودابه محافظ) (* 1963 in Teheran) ist eine deutsche Schriftstellerin, Erziehungswissenschaftlerin und Psychoonkologin.

## Leben
Mohafez studierte Musik, Anglistik und Erziehungswissenschaften und schloss ihre Studien als Diplom-Pädagogin ab.
Sie ist Verfasserin von Romanen, Erzählungen, Essays, Gedichten, Theaterstücken und Porträts. Ihr Werk wurde vielfach ausgezeichnet.
Von 2016 bis 2018 war sie Lehrbeauftragte an der ETH Zürich im Departement Architektur und Kunst. Von 2018 bis 2019 war sie Lehrbeauftragte am Literaturinstitut der Universität Hildesheim. Viele Jahre lang arbeitete Mohafez für verschiedene Nichtregierungsorganisationen im Bereich der Gewaltprävention und Krisenintervention. Mohafez hatte die Poetikdozenturen der Hochschule RheinMain 2006 und der LMU München 2018 inne.
Nach Stationen in Teheran, Berlin und Lissabon lebt sie seit 2007 in Baden-Württemberg.

## Werke
- Schattenfraß. Ein Theatrum Mundi. Kunstbuch. Text: Sudabeh Mohafez; Remontagen: Anija Seedler. MMKoehn Verlag, Leipzig 2020, ISBN 978-3-944903-49-1
- Umbrage. A Theatrum Mundi. Artbook. Text: Sudabeh Mohafez; Remontages: Anija Seedler; Translation: Robert Gillett. MMKoehn Verlag, Leipzig 2020, ISBN 978-3-944903-50-7
- Das Lied vom Flederwisch - ein fantastisches Bestiarium. Lyrik: Sudabeh Mohafez; Malerei: Anija Seedler. weiw Verlag, Stralsund/Amsterdam 2019, ISBN 978-3-937938-22-6
- The Feather Duster Song. A Fantastic Bestiary. Poetry: Sudabeh Mohafez; Drawings: Anija Seedler; Translation: Robert Gillett. weiw Verlag, Stralsund/Amsterdam 2019, ISBN 978-3-937938-22-6
- Behalte den Flug im Gedächtnis, Erzählungen. Edition AZUR, Dresden 2017, ISBN 978-3-942375-31-3
- Kitsune. Drei Mikroromane. Edition AZUR, Dresden 2016, ISBN 978-3-942375-22-1 Bilder: Rittiner & Gomez
- brennt, Roman. DuMont Verlag, Köln 2010, ISBN 978-3832195731
- das zehn-zeilen-buch, 52 ultra kurzgeschichten. Edition AZUR, Dresden 2010, ISBN 978-3-9812804-6-3
- Gespräch in Meeresnähe, Roman. Arche Verlag, Zürich/Hamburg 2005, ISBN 978-3716023464
- Wüstenhimmel Sternenland, Erzählungen. Arche Verlag Zürich/Hamburg 2004, ISBN 978-3716023327
- Vorlesungen der Wiesbadener Poetikdozentur. In: nehmen sie mich beim wort im kreuzverhör. Fischer Verlag, 2010. ISBN 978-3-596-18407-1

## Auszeichnungen
- Arbeitsstipendium Literatur des Landes Baden-Württemberg
- Arbeitsstipendium des Deutschen Literaturfonds
- Arbeitsstipendium der Stiftung Preußische Seehandlung
- Arbeitsstipendium der Robert-Bosch-Stiftung
- Arbeitsstipendium der Berliner Senatsverwaltung für Kultur
- Aufenthaltsstipendium im Künstlerhaus Schloss Wiepersdorf
- Aufenthaltsstipendium im Stuttgarter Schriftstellerhaus
- Writer in Residence an der Queen Mary University of London[1]
- Writer in Residence an der University of Nottingham[2]
- 2006 Adelbert-von-Chamisso-Förderpreis
- MDR-Literaturpreis
- Isla-Volante-Literaturpreis für das literarische Weblog zehn zeilen
- Poetikdozentur an der FH Wiesbaden
- Poetikdozentur an der Ludwig-Maximilians-Universität München
- Lehrbeauftragte für Lyrik am Literaturinstitut Hildesheim